# 朝日町立大谷小学校
朝日町立大谷小学校（あさひちょうりつおおやしょうがっこう）は山形県西村山郡朝日町にある公立小学校。

## 概要
大谷小学校は山形県の内陸部、新潟県境に近い朝日町にある。学校の背後（北方）には月山がそびえ、西には遠く朝日連峰を望む。学区内には大谷地区の7集落をはじめ、中沢、真中、舟渡、栗木沢、川通、大暮山、大沼の14集落がある。大江町に隣接している。農村部にあり、兼業農家が多い。かつては大沼と大暮山、川通に大谷小学校の分校が設置されていたが、児童数の減少に伴って本校へ集約することになり、閉校になった。

## 沿革
- 1873年（明治6年）6月20日　-　大谷学校創立（大谷永林寺を借り受けて設立）
- 1874年（明治7年）10月5日　- 大沼分校創立（第四番学区大沼分校と称する。最上盛江氏の道場を借り受けて設立）
- 1875年（明治8年） - 村社熊野神社に移転、大沼分校と称する
- 1879年（明治12年）9月 - 大谷学校の前所在地（大谷1472）に新築移転
- 1883年（明治16年）
  - 11月16日　-　大暮山（おおぐれやま）分校創立
  - 11月21日　　大谷学校大沼分校となる
- 1892年（明治25年）10月1日 - 大谷尋常小学校と改称（小学校令実施）
- 1896年（明治29年）4月17日 - 大谷尋常高等小学校と改称
- 1902年（明治35年）11月25日 - 川通分教場（尋常科４年）を新設（2月～3月の冬期間のみ）
- 1940年（昭和15年）11月3日 - 校歌を制定（土井晩翠作詞、橋本國彦作曲）
- 1941年（昭和16年）4月1日 - 大谷村国民学校と改称（国民学校令実施）
- 1947年（昭和22年）4月1日 - 大谷村立大谷小学校と改称（学制改革）
- 1954年（昭和29年）11月1日 - 町村合併により朝日町立大谷小学校と改称。朝日町立大谷小学校大沼分校、朝日町立大谷小学校大暮山分校となる。
- 1961年（昭和36年）2月11日 - 新しい校歌を制定（横山美智子作詞、由起しげ子作曲）
- 1966年（昭和41年）3月23日 - 校章制定、校旗樹立
- 1969年（昭和44年）8月15日 - プール落成
- 1992年（平成4年）4月1日 - 川通分校休校
- 1993年（平成5年）4月1日 - 川通分校１年生男子2名入学で再開）
- 1995年（平成7年）3月10日 - 大沼分校新校舎落成式・祝賀会
- 1997年（平成9年）3月8日 - 川通分校が閉校し本校に統合
- 1999年（平成11年）
  - 3月22日 - 大暮山分校閉校式
  - 8月24日 - 新校舎入校式
- 2009年（平成21年）
  - 3月22日 - 大沼分校閉校記念事業
  - 　4月1日 - 山形県内初の民間出身小学校校長着任

## 学区
- 大谷地区（立小路、田中、高木、浦小路、峯檀、東、粧坂）、中沢、真中、舟渡、栗木沢、川通、大暮山、大沼[1]

## 児童数
| 年度 | 男子 | 女子 | 計  |
| ---- | ---- | ---- | --- |
| 2012 | 41   | 37   | 78  |
| 2011 | 42   | 38   | 80  |
| 2010 | 46   | 44   | 90  |
| 2009 | 42   | 47   | 89  |
| 2008 | 44   | 43   | 87  |
| 2007 | 45   | 51   | 96  |
| 2006 | 51   | 56   | 107 |
| 2005 | 58   | 61   | 119 |
| 2004 | 59   | 64   | 123 |
| 2003 | 61   | 70   | 131 |
| 2002 | 62   | 70   | 132 |

- 各年度の4月1日現在の児童数。2008年度までは大沼分校の児童も含む。

## 所在地
- 山形県西村山郡朝日町大字大谷1147番地

## 卒業後
- 朝日中学校へ進学する。

## 交通
- JR左沢線寒河江駅か左沢駅より山交バス宮宿行で『大谷』バス停下車。